# Liste von Bauwerken in Žatec

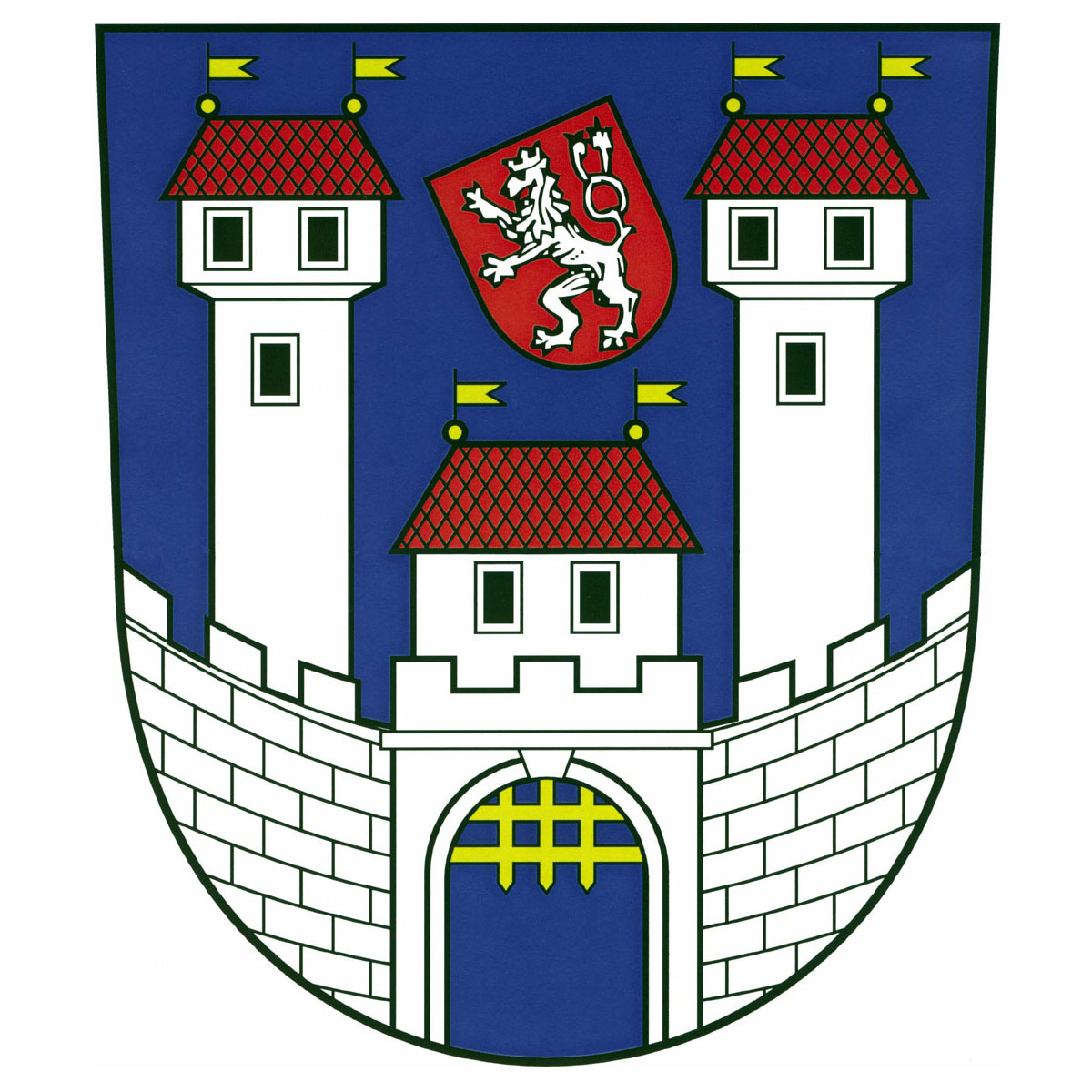
Stadtwappen von Žatec

Die Liste von Bauwerken in Žatec  beinhaltet die bedeutendsten Bauten aus dem 19. und 20. Jahrhundert in Žatec. Die aufgeführten Gebäude geben einen Überblick über die Architektur der Stadt in Ergänzung zu den denkmalgeschützten Bauten.
Im Zentrum der Stadt befinden sich die historischen Bauwerke, die unter Denkmalschutz stehen, siehe Liste der denkmalgeschützten Objekte in Žatec. Teile des historischen Stadtkerns von Žatec und zahlreiche Gebäude aus dem 19. Jahrhundert in der Prager Vorstadt, die mit der Hopfenverarbeitung und dem Hopfenhandel im Zusammenhang stehen, gehören seit September 2023 zum Weltkulturerbe Žatec und die Landschaft des Saazer Hopfens.

## Liste von Bauwerken in Žatec-Saaz
Die bedeutendsten moderneren Bauwerke sind in dieser Liste zusammengestellt. Gebäude, die unter Denkmalschutz stehen, sind mit der ÚSKP-Nr. der Zentralen Liste der Kulturdenkmale der Tschechischen Republik (Ústřední seznam kulturních památek České republiky) gekennzeichnet.
| Lage                                               | Objekt                                                                                    | Architekt                                              | Baujahr      | Beschreibung | ÚSKP-Nr.                  | Bild                                                                                      |
| -------------------------------------------------- | ----------------------------------------------------------------------------------------- | ------------------------------------------------------ | ------------ | --- | ------------------------- | ----------------------------------------------------------------------------------------- |
| náměstí Svobody 1 (Standort)                       | Rathaus Saaz                                                                              | unbekannt                                              | 15. Jh.      | Umbauten am Rathauses durch Anton Grimm (1847) sowie in den Jahren 1857 und 1884 | 42328/5-1541 Info Katalog | weitere Bilder                                                                            |
| Hošťálkovo náměstí (Standort)                      | Dekanatskirche Mariä Himmelfahrt                                                          | Dombauhütte des Peter Parler                           | 14. Jh.      | Renovierungen durch Anton Grimm (1857) und Alois Daut (1887) | 43208/5-1542 Info Katalog | weitere Bilder                                                                            |
| Dvořákova 27 (Standort)                            | Stadttheater Saaz                                                                         | Anton Grimm (1811–1868)                                | 1849         | errichtet nach einem Entwurf des Kreisbauamts vom Baumeister Anton Grimm aus Saaz, 1904 bis 1910 Umbau durch Humbert Walcher von Molthein (1865–1926), mit einem Vorhang des Malers Oskar Brázda (1948) | 42889/5-1607 Info Katalog | weitere Bilder                                                                            |
| náměstí Svobody 42 (Standort)                      | Wohn- und Fabrikgelände der Firma Loos                                                    | Karl Lehrmann (1887–1957)                              |              | | 43526/5-1553 Info Katalog | Wohn- und Fabrikgelände der Firma Loos                                                    |
| náměstí Svobody 45 (Standort)                      | Hotel Zum Goldenen Engel                                                                  | Alois Daut (1854–1917)                                 |              | [ 2 ] |                           | Hotel Zum Goldenen Engel                                                                  |
| náměstí Svobody 56 (Standort)                      | Stadthaus                                                                                 |                                                        |              | | 43607/5-1562 Info Katalog | Stadthaus                                                                                 |
| náměstí Svobody 58 (Standort)                      | Stadthaus                                                                                 | Karl Lehrmann                                          | 1929         | | 42322/5-1612 Info Katalog | Stadthaus                                                                                 |
| náměstí Svobody 59 (Standort)                      | Stadthaus, Hotel „Hanslik“, später Hotel „Družba“                                         |                                                        | 1927 Umbau   | | 43530/5-1613 Info Katalog | Stadthaus, Hotel „Hanslik“, später Hotel „Družba“                                         |
| náměstí Svobody ()                                 | Geschäftshaus Arnold Freund                                                               | Karl Lehrmann                                          | 1929         | |                           | Geschäftshaus Arnold Freund                                                               |
| Oblouková 228 (Standort)                           | Hotel Goldener Löwe                                                                       |                                                        |              | |                           | Hotel Goldener Löwe                                                                       |
| Dlouhá ul. 2407 (Standort)                         | Synagoge Saaz                                                                             | Johann Staněk, Prag                                    | 1872         | | 47724/5-4953 Info Katalog | weitere Bilder                                                                            |
| Dvořákova 24 (Standort)                            | Bezirksgericht (Soud okresní)                                                             |                                                        | 1913         | jetzt Grundschule |                           | Bezirksgericht (Soud okresní)                                                             |
| třída Obránců míru 236, Kruhové náměstí (Standort) | Österreichisch-Ungarische Bank                                                            | Wilhelm Fuchs (1850–1922), Hildebert Kolbe (1866–1945) | 1911         | | 10291/5-5551 Info Katalog | weitere Bilder                                                                            |
| Kruhové náměstí 239 (Standort)                     | Bankhaus der Anglobank                                                                    |                                                        |              | nach 1945 abgerissen |                           | Bankhaus der Anglobank                                                                    |
| Kruhové náměstí čp. 233 (Standort)                 | Hotel Schwarzer Adler                                                                     |                                                        |              | |                           | Hotel Schwarzer Adler                                                                     |
| Komenského alej 749 (Standort)                     | ehem. Allgemeine Deutsche Schule und Bürgerschule Saaz (Německá obecná a měšťanská škola) | Carl Schlimp (1834–1901)                               | 1878–1880    | jetzt Grundschule |                           | ehem. Allgemeine Deutsche Schule und Bürgerschule Saaz (Německá obecná a měšťanská škola) |
| Studentská 1075 (Standort)                         | Gymnasium Žatec                                                                           | Ernst Schäfer (1862–um 1936)                           | 1902/03      | [ 5 ] | 12763/5-5545 Info Katalog | weitere Bilder                                                                            |
| nám. 28. října 1019 (Standort)                     | ehem. Allgemeine Deutsche Schule Saaz (škola obecná německa Žatec)                        |                                                        | 1898/1899    | jetzt Grundschule |                           | ehem. Allgemeine Deutsche Schule Saaz (škola obecná německa Žatec)                        |
| Komenského alej 1752 (Standort)                    | Militärhauptquartier (Vojenské velitelství)                                               |                                                        | 1920–1930    | später Gewerbeschule |                           | Militärhauptquartier (Vojenské velitelství)                                               |
| Komenského alej 981 (Standort)                     | Turnhalle (Tlocvična turnerů)                                                             | Alois Daut                                             | 1897         | |                           | Turnhalle (Tlocvična turnerů)                                                             |
| Svatováclavská 1404 (Standort)                     | Wirtschaftsakademie Saaz                                                                  | Hildebert Kolbe und Jaroslav Gregor                    | 1926         | [ 6 ] |                           | Wirtschaftsakademie Saaz                                                                  |
| Studentská 1354 (Standort)                         | ehem. Knabenschule, dann Tschechisches Lehrerbildungsinstitut                             |                                                        |              | jetzt Wirtschaftsakademie und Mittelschule |                           | ehem. Knabenschule, dann Tschechisches Lehrerbildungsinstitut                             |
| Pražská 808 (Standort)                             | Schulgebäude Tschechische Schule                                                          |                                                        |              | war ab 1925 die tschechische Grundschule, jetzt Grund- und Mittelschule |                           | Schulgebäude Tschechische Schule                                                          |
| třída Obránců míru 295 (Standort)                  | Ehem. Bezirkshauptmannschaft (okresní hejtmanství)                                        |                                                        |              | jetzt Stadtverwaltung |                           | Ehem. Bezirkshauptmannschaft (okresní hejtmanství)                                        |
| nám. Prokopa Malého 1952 (Standort)                | Hopfenlager von Heinrich Melzer                                                           | Josef Petrovsky (1846–1915)                            | 1881         | jetzt Hopfenmuseum Žatec (Chmelařské muzeum) |                           | weitere Bilder                                                                            |
| Náměstí Prokopa Velkého 1950 (Standort)            | Hopfenlager Gebrüder Christl                                                              |                                                        | 1920         | jetzt Hopfen- und Biertempel (Chrám chmele a piva - CHCHP) mit Stahlaussichtsturm |                           | weitere Bilder                                                                            |
| Husova (Standort)                                  | Evangelische Kirche                                                                       | Ernst Fleischer (1851–um 1905)                         | 1898         | | 104351 Info Katalog       | weitere Bilder                                                                            |
| Husova 1200 (Standort)                             | Pfarrhaus der evangelisch-lutherischen Kirche in Saaz                                     | Karl Lehrmann, Josef Petrovsky                         | 1912         | |                           | weitere Bilder                                                                            |
| Husova 1181 (Standort)                             | Bezirksarmenhaus (chudobinec okresní)                                                     |                                                        |              | |                           | Bezirksarmenhaus (chudobinec okresní)                                                     |
| Husova 678 (Standort)                              | Altes Stadtkrankenhaus Saaz, jetzt Regionalmuseum K.A. Polánek Žatec                      |                                                        | 1857–1861    | [ 9 ] | 12760/5-5596 Info Katalog | weitere Bilder                                                                            |
| Studentská 998 (Standort)                          | Ehem. Kaiserin-Elisabeth-Krankenhaus Saaz                                                 | Johann Salomon                                         | 1890–1899    | |                           | Ehem. Kaiserin-Elisabeth-Krankenhaus Saaz                                                 |
| Husova 2796 (Standort)                             | Erweiterungsbau des Kaiserin-Elisabeth-Krankenhauses Saaz (ehem. Lungenabteilung)         |                                                        | 1912         | |                           | Erweiterungsbau des Kaiserin-Elisabeth-Krankenhauses Saaz (ehem. Lungenabteilung)         |
| Volyňských Čechů 733 (Standort)                    | Kartonagenfabrik Moritz Lüdersdorf (Papírna), jetzt Depot des Regionalmuseums             | Josef Petrovsky                                        | 1878         | [ 10 ] |                           | weitere Bilder                                                                            |
| Volyňských Čechů 1033 (Standort)                   | Erweiterungsbau der Kartonagenfabrik Moritz Lüdersdorf                                    | Johann Salomon (1855–1942)                             | 1909         | |                           | weitere Bilder                                                                            |
| Volyňských Čechů 327 (Standort)                    | Stadthaus                                                                                 |                                                        |              | |                           | Stadthaus                                                                                 |
| Volyňských Čechů 722 und 326 (Standort)            | Stadthaus                                                                                 | Johann Staněk                                          | 1874         | |                           | Stadthaus                                                                                 |
| Volyňských Čechů 742 (Standort)                    | Wohnhaus Josef Petrovsky                                                                  |                                                        | 1890         | |                           | Wohnhaus Josef Petrovsky                                                                  |
| Volyňských Čechů 1012 (Standort)                   | Villa Fuchs                                                                               | Wilhelm Fuchs                                          | 1902         | | 12762/5-5544 Info Katalog | Villa Fuchs                                                                               |
| Volyňských Čechů 1015 (Standort)                   | Villa und Hopfenhandelshaus Franz Herzig                                                  |                                                        | 1886         | |                           | Villa und Hopfenhandelshaus Franz Herzig                                                  |
| Zeyerova 344 (Standort)                            | Villa Kříž (Křížova vila)                                                                 | unbekannt                                              | 1865 / 1895  | Neorenaissance, ab 1895 im Besitz von Franziska und Ambrosius Wolfram, jetzt benannt nach dem letzten Besitzer Wilhelm Kříž                                                                             | 12759/5-5543 Info Katalog | weitere Bilder                                                                            |
| Komenského alej 672 (Standort)                     | Villa Lüdersdorf                                                                          | Josef Petrovsky                                        | 1884         | [ 12 ] | 101892 Info Katalog       | Villa Lüdersdorf                                                                          |
| Komenského alej 304 (Standort)                     | Villa Gebrüder Christl                                                                    |                                                        | 1890         | |                           | Villa Gebrüder Christl                                                                    |
| Komenského alej 1532 (Standort)                    | Villa Gebrüder Hesselberger                                                               |                                                        | 1920er Jahre | |                           | Villa Gebrüder Hesselberger                                                               |
| nám. Prokopa Velkého 1110 (Standort)               | Villa Lehrl                                                                               |                                                        | 1904         | | 12764/5-5546 Info Katalog | Villa Lehrl                                                                               |
| Kovářská 753 und 1257 (Standort)                   | Villa, Hopfendarre und Hopfenlager von Gustav Epstein & Adolf Mendl                       | Wilhelm Fuchs, Hildebert Kolbe                         | 1913         | | 106846 Info Katalog       | weitere Bilder                                                                            |
| Pražská 830 (Standort)                             | Villa Flora                                                                               | unbekannt                                              |              | | 12761/5-5552 Info Katalog | weitere Bilder                                                                            |
| Fügnerova 1100 (Standort)                          | Haus Ludwig Engl                                                                          |                                                        |              | benannt nach dem Bewohner Ludwig Engl (1872–1936), Lehrer in Saaz |                           | Haus Ludwig Engl                                                                          |
| Svatopluka Čecha 1128 (Standort)                   | Villa Marie                                                                               |                                                        |              | |                           | Villa Marie                                                                               |
| Boženy Vikové Kunětické, čp. 2069 (Standort)       | Villa Weiß-Telatko                                                                        | Rudolf Hildebrand (1886–1947)                          |              | |                           | Villa Weiß-Telatko                                                                        |
| Fügnerova 2051 (Standort)                          | Villa Glaser, jetzt Kindergarten                                                          | Rudolf Hildebrand                                      |              | |                           | Villa Glaser, jetzt Kindergarten                                                          |
| Studentská 1190 (Standort)                         | Villa, jetzt Hus-Kapelle der Tschechoslowakischen Hussitischen Kirche                     |                                                        |              | |                           | Villa, jetzt Hus-Kapelle der Tschechoslowakischen Hussitischen Kirche                     |
| Komenského alej 300 (Standort)                     | Mietvilla bzw. Mietzinshaus (Činžovní dům)                                                | Josef Petrovsky                                        |              | |                           | Mietvilla bzw. Mietzinshaus (Činžovní dům)                                                |
| Volyňských Čechů 836 (Standort)                    | Villa, jetzt Restaurant                                                                   |                                                        |              | |                           | Villa, jetzt Restaurant                                                                   |
| Studentská 1030 (Standort)                         | Villa Salomon, jetzt künstlerische Grundschule                                            | Johann Salomon                                         |              | |                           | Villa Salomon, jetzt künstlerische Grundschule                                            |
| Komenského alej 840 (Standort)                     | Wohnhaus Josef Petrovsky                                                                  | Josef Petrovsky                                        |              | |                           | Wohnhaus Josef Petrovsky                                                                  |
| Chmelařské nám. 346 und 1580 (Standort)            | Hopfenzentrale der Genossenschaft (Chmelařství Žatecký chmel)                             | Johann Salomon                                         | 1928 / 1937  | | 106932 Info Katalog       | weitere Bilder                                                                            |
| Chmelařské nám. 1612 (Standort)                    | Hopfenzentrale und Hopfensignierstelle(tzv. Známkovna chmele)                             | J. Salomon, J. Zelenka und J. Gregor                   | 1930–1932    | | 103547 Info Katalog       | weitere Bilder                                                                            |
| Chomutovská 1042 (Standort)                        | Export-Brauerei Anton Dreher, einschl. Villa                                              | Alois Daut                                             | 1899–1902    | | 105565 Info Katalog       | weitere Bilder                                                                            |
| Jana Herbena 1653 (Standort)                       | Getreidesilo                                                                              | Max F. Rühr, Jaroslav Gregor                           | 1930         | |                           | Getreidesilo                                                                              |
| Mostecká 2581 (Standort)                           | Hopfenspeicher                                                                            |                                                        | 1960er Jahre | |                           | Hopfenspeicher                                                                            |
| Osvoboditelů (Standort)                            | Kettenbrücke Saaz, jetzt eiserne Fachwerkbrücke                                           | Friedrich Schnirch (1791–1868)                         | 1826/27      | Straßenbrücke über die Eger, urspr. Spannweite 64 m, 1891 abgebrochen und durch Neubau ersetzt |                           | weitere Bilder                                                                            |
| Osvoboditelů (Standort)                            | Eiserne Fachwerkbrücke Saaz                                                               |                                                        | 1892–1896    | Straßenbrücke über die Eger, Ersatzneubau für die abgerissene Kettenbrücke |                           | weitere Bilder                                                                            |